# Бояниці (Лещинський повіт)
Бояниці (пол. Bojanice) — село в Польщі, у гміні Кшеменево Лещинського повіту Великопольського воєводства.
Населення — 351 особа (2011).

## Демографія
Демографічна структура станом на 31 березня 2011 року:
|          | Загалом | Допрацездатний вік | Працездатний вік | Постпрацездатний вік |
| -------- | ------- | ------------------ | ---------------- | -------------------- |
| Чоловіки | 168     | 34                 | 121              | 13                   |
| Жінки    | 183     | 53                 | 98               | 32                   |
| Разом    | 351     | 87                 | 219              | 45                   |